# Тринидад и Тобаго на Светском првенству у атлетици у дворани 2014.
Тринидад и Тобаго је учествовао на Светском првенству у атлетици у дворани 2014. одржаном у Сопоту од 7. до 9. марта петнаести пут. Репрезентацију Тринидада и Тобага представљало је четири такмичара (2 мушкарца и 2 жене), који су се такмичили у две дисциплине.,
На овом првенству Тринидад и Тобаго није освојио ниједну медаљу. Оборен је један национални рекорд. У табели успешности према броју и пласману такмичара који су учествовали у финалним такмичењима (првих 8 такмичара) Тринидад и Тобаго је са 2 учесника у финалу делио 26. место са 7 бодова.

| Плас. | Земља             | 1. место | 2. место | 3. место | 4. место | 5. место | 6. место | 7. место | 8. место | Бр. финал. | Бод. |
| ----- | ----------------- | -------- | -------- | -------- | -------- | -------- | -------- | -------- | -------- | ---------- | ---- |
| =26.  | Тринидад и Тобаго | 0        | 0        | 0        | 0        | 1        | 1        | 0        | 0        | 2          | 7    |

## Учесници
| Мушкарци: - Лалонд Гордон — 400 м - Џарин Соломон — 400 м | Жене: - Мишел-Ли Ахје — 60 м - Geronne Black — 60 м |  |

## Резултати

### Мушкарци
| Атлетичар     | Дисциплина | Лични рекорд | Квалификације | Квалификације | Полуфинале           | Полуфинале           | Финале               | Финале       | Детаљи |
| Атлетичар     | Дисциплина | Лични рекорд | Резултат      | Место         | Резултат             | Место                | Резултат             | Место        | Детаљи |
| ------------- | ---------- | ------------ | ------------- | ------------- | -------------------- | -------------------- | -------------------- | ------------ | ------ |
| Лалонд Гордон | 400 м      | 45,17 НР     | 46,07 КВ      | 1. у гр. 1    | 46,29 КВ             | 1. у гр. 1           | 46,39                | 5 / 25 (27)  |        |
| Џарин Соломон | 400 м      | 46,23        | 46,86         | 3. у гр. 2    | Није се квалификовао | Није се квалификовао | Није се квалификовао | 15 / 25 (27) |        |

### Жене
| Атлетичарка   | Дисциплина | Лични рекорд | Квалификације | Квалификације | Полуфинале            | Полуфинале            | Финале                | Финале  | Детаљи |
| Атлетичарка   | Дисциплина | Лични рекорд | Резултат      | Место         | Резултат              | Место                 | Резултат              | Место   | Детаљи |
| ------------- | ---------- | ------------ | ------------- | ------------- | --------------------- | --------------------- | --------------------- | ------- | ------ |
| Мишел-Ли Ахје | 60 м       | 7,13 НР      | 7,14 КВ       | 2. у гр. 3    | 7,10 кв, НР           | 3. у гр. 3            | 7,16                  | 6 / 43  |        |
| Geronne Black | 60 м       | 7,27         | 7,45          | 6. у гр. 3    | Није се квалификовала | Није се квалификовала | Није се квалификовала | 31 / 43 |        |